# Collège Flanginien
- Φλαγγίνειος Σχολή
- Collegio Flanginiano

Le Collège Flanginien (grec moderne : Φλαγγίνειος Σχολή, italien : Collegio Flanginiano) était un établissement d'enseignement grec ayant fonctionné à Venise, en Italie, entre 1664-1665 et 1905,. Le Collège Flanginien forma nombre d'enseignants ayant, par la suite, contribué aux Lumières néohelléniques du XVIIe et du XVIIIe siècle.

## Contexte
La communauté grecque de Venise, datant depuis l’époque byzantine, était devenue la communauté d’étrangers la plus importante de la ville à la fin du XVIe siècle, comptant entre 4 000 et 5 000 personnes, vivant principalement dans le quartier de Castello (sestiere). Par ailleurs, il s’agissait d'une des communautés grecques le plus puissantes économiquement de cette époque en dehors de l'Empire ottoman.

## Histoire
En 1626, un riche marchand grec vivant à Venise, Thomás Flangínis, a offert à la communauté une importante somme d'argent pour la fondation d'une nouvelle école. Le projet de construction de l'école a été confié au célèbre architecte vénitien Baldassare Longhena. Finalement, le Collège Flanginien, du nom de son mécène, commença à fonctionner en 1664, tandis que ses élèves venaient de diverses régions peuplées de Grecs.
Le personnel enseignant comprenait des érudits grecs célèbres, ainsi que des représentants des Lumières néohelléniques, comme Theóphilos Korydaleús, Eugénios Voúlgaris, Ioánnis Chalkeús ou Ioánnis Patoússas.
Le programme d'études comprenait des cours de philosophie avancée, de rhétorique, de philologie et de logique. Le Collège Flanginien a produit un total de 550 diplômés au cours de ses 214 années d'existence (1665–1797 et 1823–1905). Ses diplômés avaient la possibilité de poursuivre leurs études à l'université de Padoue, afin d'obtenir un doctorat. Le déclin de l'école commença après la dissolution de la république de Venise (1797), avant d’être définitivement fermée en 1905,.

## Publications
L'école est peut-être mieux connue pour une anthologie de prose et de poésie intitulée Fleurs de Piété (grec moderne : Άνθη Ευλαβείας, 1708), composée par les élèves de l'école, constituée d'épigrammes, à la fois en grec ancien et en latin, d'odes saphiques, de sonnets italiens et, plus important encore, de compositions en prose et en vers en grec moderne (démotique). Elle offre, ainsi, le premier exemple survivant de poésie grecque démotique après la fin de la Renaissance crétoise. D'autres œuvres composées par le personnel du Collège Flanginien
étaient: « L'hommage de la Grèce au Sénat vénitien », ainsi qu'une encyclopédie littéraire de Ioánnis Patoúsas, composée en quatre volumes, ayant constitué une ressource précieuse pour les écoles grecques opérant au sein de l'Empire ottoman.

## Emplacement
L'école était située dans le Campo dei Greci, près de l'église grecque orthodoxe de Saint Georges. Aujourd'hui, le bâtiment du Collège Flanginien abrite l'Institut hellénique d'études byzantines et post-byzantines de Venise. Le bâtiment a été conservé à l'initiative de Sophie Antoniadis.